# Simulacron-3
Simulacron-3 (1964) (também publicado como Counterfeit World), de Daniel F. Galouye, é um romance americano de ficção científica que apresenta uma descrição literária de uma realidade simulada.

## Resumo
Simulacron-3 conta a história de uma cidade virtual (simulador de ambiente total) desenhada para a realização de pesquisas de marketing, desenvolvida por um cientista a fim de reduzir a necessidade de pesquisas de opinião. A simulação da cidade gerada por computador é tão bem programada que, embora os habitantes tenham sua própria consciência, eles desconhecem, exceto um, que são apenas impulsos eletrônicos de um computador.
O cientista principal do simulador, Hannon Fuller, morre misteriosamente e um colega de trabalho, Morton Lynch, desaparece. O protagonista, Douglas Hall, está com Lynch quando ele desaparece, e Hall luta para suprimir sua loucura incipiente. À medida que o tempo e os eventos se desenrolam, ele percebe progressivamente que seu próprio mundo provavelmente não é "real" e pode ser também uma simulação gerada por computador.

## Trabalhos similares
Na literatura, o conto de Frederik Pohl "The Tunnel under the World" (1955) lida com temas filosóficos e críticas satíricas à pesquisa de marketing, embora na história de Pohl a realidade simulada descrita seja mecânica, um modelo em escala complexo cujas consciências dos habitantes residem em um computador, em vez de ser exclusivamente eletrônico. A história de Philip K. Dick, "O Homem mais Importante do Mundo" (1959), apresenta um homem que não sabe que está vivendo sua vida em uma cidade fisicamente simulada, até que mudanças em sua (aparente) realidade começam a se manifestar.
Matrix (1999) descreveu um mundo cuja população não sabe que o mundo que contém suas mentes é um simulacro de realidade virtual.
"The Plagiarist" (2011) de Hugh Howey é um romance curto que lida com temas e ideias semelhantes.

## Adaptações
O romance foi adaptado várias vezes para outras mídias, inclusive como o filme de televisão alemão World on a Wire (Welt am Draht, 1973), de Rainer Werner Fassbinder, "mantendo-se razoavelmente fiel ao livro de Galouye". Também há o filme 13º Andar (1999), dirigido por Josef Rusnak, e, ainda, uma peça de teatro chamada World of Wires (2012), dirigida por Jay Scheib.